# Kannur Warriors Football Club
Il Kannur Warriors Football Club è una società calcistica indiana con sede nella città di Kannur, nel Kerala, che milita nella Super League Kerala dal 2024.

## Allenatori e presidenti
| Allenatori - 2024-attuale Manolo Sánchez | Presidenti - 2024-attuale Hassan Kunhi |

## Organico

### Rosa
| N. |                   | Ruolo | Calciatore      |
| -- | ----------------- | ----- | --------------- |
| 1  | India (bandiera)  | P     | Bilal Khan      |
| 4  | India (bandiera)  | D     | Vikas Saini     |
| 5  | Spagna (bandiera) | D     | Varo Álvarez    |
| 6  | India (bandiera)  | D     | Adil Khan       |
| 7  | Spagna (bandiera) | A     | Eloy Ordóñez    |
| 8  | India (bandiera)  | C     | Muhammed Ameen  |
| 9  | India (bandiera)  | A     | Faheez Muhammed |
| 10 | Spagna (bandiera) | C     | Asier Gomes     |
| 11 | Spagna (bandiera) | A     | David Grande    |
| 13 | India (bandiera)  | D     | Munmun Lugun    |
| 14 | India (bandiera)  | A     | Alister Anthony |
| 15 | India (bandiera)  | A     | Akbar Sidhique  |
| 16 | India (bandiera)  | A     | Rishad Gafoor   |
| 17 | India (bandiera)  | C     | Najeeb P        |

| N. |                    | Ruolo | Calciatore         |
| -- | ------------------ | ----- | ------------------ |
| 19 | India (bandiera)   | D     | Gokul Gopakumar    |
| 20 | India (bandiera)   | C     | Muheeb Ahammed     |
| 21 | India (bandiera)   | P     | Liyakhath Ali Khan |
| 23 | India (bandiera)   | C     | Pragyan Gogoi      |
| 24 | India (bandiera)   | D     | Aswin Kumar        |
| 25 | India (bandiera)   | A     | Ajay               |
| 33 | India (bandiera)   | P     | Ajmal P. A.        |
| 66 | India (bandiera)   | D     | Pradeesh           |
| 77 | India (bandiera)   | D     | Abin Anthony       |
|    | India (bandiera)   | D     | Sachin Sunil C     |
|    | India (bandiera)   | D     | Sandeep S Nair     |
|    | Camerun (bandiera) | C     | Ernesten Lavsamba  |
|    | Spagna (bandiera)  | A     | Adrián Sardinero   |

### Staff tecnico
- Manolo Sánchez - Allenatore
- Iwan Wasily - Vice allenatore
- Shasin Chandran - Allenatore portieri
- Alfin K Joseph - Team manager